# Tobías Ramírez
Tobías Emanuel Ramírez Cardozo (ur. 11 listopada 2006 w Virrey del Pino jako Tobías Emanuel Palacio) – argentyński piłkarz występujący na pozycji środkowego obrońcy, od 2024 roku zawodnik Argentinos Juniors.